# Taekwondo nos Jogos Olímpicos de Verão da Juventude de 2014 - -49 kg femininos
As provas de Taekwondo -49 kg femininos nos Jogos Olímpicos de Verão da Juventude de 2014 decorreram a 18 de Agosto no Centro Internacional de Exposições de Nanquim em Nanquim, China. Huang Huai-Hsuan, do Taipei Chinês, conquistou a medalha de Ouro, a belga Indra Craen ganhou a Prata, e o Bronze foi dividido entre Mitzi Carrillo do México e Tian Rui Zhan da China.

## Medalhistas
| Ouro   | TPE Huang Huai-Hsuan                 |
| Prata  | BEL Indra Craen                      |
| Bronze | MEX Mitzi Carrillo CHN Zhan Tian Rui |

## Resultados das finais
Nota: Os semi-finalistas derrotados ganham ambos o Bronze.
|  | Semifinal            | Semifinal       |   |  | Final                | Final |  |
|  |                      |                 |   |  |                      |       |  |
|  |                      |                 |   |  |                      |       |  |
|  | MEX Mitzi Carrillo   | 1               |   |  |                      |       |  |
|  | KOR Huang Huai-Hsuan | 6               |   |  |                      |       |  |
|  |                      |                 |   |  |                      |       |  |
|  |                      |                 |   |  |                      |       |  |
|  |                      |                 |   |  | KOR Huang Huai-Hsuan | 12    |  |
|  |                      | BEL Indra Craen | 5 |  |                      |       |  |
|  |                      |                 |   |  |                      |       |  |
|  |                      |                 |   |  |                      |       |  |
|  |                      |                 |   |  |                      |       |  |
|  |                      |                 |   |  |                      |       |  |
|  | CHN Zhan Tian Rui    | 11              |   |  |                      |       |  |
|  | BEL Indra Craen      | 12              |   |  |                      |       |  |